# Die Schule der kleinen Vampire
Die Schule der kleinen Vampire ist eine italienisch-luxemburgisch-deutsche 104-teilige Zeichentrickserie aus dem Jahr 2006, die auf der gleichnamigen Kinderbuchreihe von Jackie Niebisch basiert.

## Handlung
In einem gruseligen Schloss, das nahe einer kleinen Stadt liegt, ist die Schule für kleine Vampire, die von sechs Schülern besucht wird. Der Hauptcharakter der Serie ist Oskar, von dem als Neffen des Schulleiters Graf Alerich von Horrificus, viel erwartet wird. Doch der junge Vampir kann kein Blut sehen, ohne in Ohnmacht zu fallen. Dazu müssen sich die Vampire stets vor dem selbsternannten Vampirjäger Paulus Polidori hüten, dessen Enkelin, Sunshine, Oskars beste Freundin ist.

## Hauptfiguren
Oskar von Horrificus: Oskar ist ein junger Vampir, der die Schule seines Onkels besucht. Er ist sehr aufmerksam und höflich. Er kann aber kein Blut sehen und ist noch dazu in das Menschenmädchen Sunshine verliebt. Er ist der Neffe des Grafen Alerich von Horrificus.
Gruftine Gruft: Eine Freundin und Mitschülerin von Oskar. Sie ist außerdem das einzige Mädchen auf der Schule. Sie erfindet stets Zaubertränke, die aber nie so wirken, wie sie sollen. Sie scheint auf die Beziehung zwischen Oskar und Sunshine eifersüchtig zu sein.
Tinto: Dieser Vampir ist ein echter Technikspezialist, der alles von der wissenschaftlichen Seite angeht. Er wirkt auch oft etwas zerstreut.
Klott: Klott ist das „Küken“ der jungen Vampire und erkennt oft den Ernst einer Lage nicht. Dennoch erobert er mit seiner niedlich-naiven Art alle Herzen.
Fletscher: Er ist Oskars Rivale, da er sich für den tollsten Vampir aller Zeiten hält. Er gibt immer mächtig an, ist aber im Ernstfall ein Angsthase. Um berühmt zu werden, ist ihm jedes Mittel recht. Anscheinend interessiert er sich für Gruftine.
Ashley: Er ist ein Vampir, der von der Sonne zu einem Aschehaufen geröstet wurde. In der Serie hat er eher wenig zu tun, aber früher war er ein guter Tänzer. Jetzt schiebt ihn Klott oft in einem Puppenwagen umher.
Graf Alerich von Horrificus: Der Schulleiter und Oskars Onkel ist ein sehr begabter Vampir, der die Kunst der Hypnose und der Schattentricks vortrefflich beherrscht. Der Andeutung von Lady Kryptina nach war er in seiner Jugend auch in ein Menschenmädchen verliebt, was jedoch nicht näher erläutert wird. Lady Kryptina scheint, wie Gruftine es für Oskar tut, Graf Alerichs Geheimnis gehütet zu haben.
Archibald Oxford: Er ist der Lehrer der jungen Vampire. Er ist ein strenger, aber gerechter Lehrmeister. Er ist oft etwas zerstreut, was ihn wiederum sympathisch erscheinen lässt.
Lady Kryptina: Sie ist eine Lehrerin an der Schule und ist meistens für Leibesübungen zuständig. Offenbar war sie mit Graf Alerich in einer Klasse. Außerdem verliebt sie sich in der Folge Eisige Zeiten in Paulus Polidori. Dort deutet sie auch an das Graf Alerich einst in einen Menschen verliebt war.
Nestor: Ist die gute Seele des Schlosses. Er ist seit vielen Jahrhunderten der treue Diener des Grafen Alerich, der einzige der Vampire der nicht als Vampir geboren wurde und Butler des Schlosses. Er kümmert sich um alles und kann tolle Gerichte zubereiten z. B. Schreiklöße oder Glibberaugensuppe. Zum Vampir wurde er, als er sich versehentlich auf ein Vampir-Gebiss setzte, da ihn niemand beißen wollte. Außerdem war er der „Sklave“ von Polidori's Großvater.
Sunshine Polidori: Dieses junge Mädchen ist die große Liebe von Oskar, was auch auf Gegenseitigkeit beruht. Sie hat keine Ahnung, dass er ein Vampir ist, obwohl sie sein Benehmen oft erstaunt. Ihren Großvater findet sie zwar oft peinlich, aber dennoch ist sie gern bei ihm.
Paulus Polidori: Dieser Vampirjäger ist stets dazu bereit, die Welt vor dem „blutsaugenden Abschaum“ zu befreien. Er ist allerdings ziemlich ungeschickt und vermasselt meistens alles. Er vermutet hinter allem, was er sieht, Vampire. Aber er vertraut Oskar nun vollständig. In der Folge Eisige Zeiten verliebt er sich in Lady Kryptina.

## Produktion und Veröffentlichung
Die Serie wurde von der Hahn Film AG nach dem Drehbuch von William R. Pace produziert. Regie führten Robert Arkwright, Greg Manwaring und Simon Ward-Horner und die Musik komponierten Angelo Poggi und Giovanni Cera. Das Charakterdesign entwarfen Miriam Fritz und Neschet Al Zubaidi.
Die Serie wurde erstmals vom 26. August 2006 bis zum 3. März 2007 durch das rbb Fernsehen in Deutschland ausgestrahlt. Es folgten mehrere Wiederholungen, unter anderem auch beim KiKA, sowie eine Ausstrahlung durch ORF 1. Die Serie wurde auch ins Englische und Italienische übersetzt. Einige Folgen erschienen auch auf DVD.

## Episodenliste

### Staffel 1
| Nummer (gesamt) | Nummer (Staffel) | Deutscher Titel        | Erstausstrahlung (KiKA) |
| 01              | 01               | Doktor Eisenzahn?      | 17. September 2007      |
| 02              | 02               | Hypnosetechnik         | 17. September 2007      |
| 03              | 03               | Überraschungsmenü      | 18. September 2007      |
| 04              | 04               | Verdrehte Welt         | 18. September 2007      |
| 05              | 05               | Fluffy                 | 19. September 2007      |
| 06              | 06               | Sommerzeit             | 19. September 2007      |
| 07              | 07               | Polidori im Aufwind    | 20. September 2007      |
| 08              | 08               | Schattenspiele         | 20. September 2007      |
| 09              | 09               | Die Verschwörung       | 21. September 2007      |
| 10              | 10               | Inspektor Oskar        | 21. September 2007      |
| 11              | 11               | Filmblut               | 24. September 2007      |
| 12              | 12               | Der Geheimtunnel       | 24. September 2007      |
| 13              | 13               | Graf Frakulas Rückkehr | 25. September 2007      |
| 14              | 14               | Der Austauschschüler   | 25. September 2007      |
| 15              | 15               | Der Besessene          | 26. September 2007      |
| 16              | 16               | Die Monsterpflanze     | 26. September 2007      |
| 17              | 17               | Der Neue               | 27. September 2007      |
| 18              | 18               | Blut auf Rädern        | 27. September 2007      |
| 19              | 19               | Touristenhorror        | 28. September 2007      |
| 20              | 20               | Der falsche Vampir     | 28. September 2007      |
| 21              | 21               | Die Sonnenfinsternis   | 1. Oktober 2007         |
| 22              | 22               | Der Milchzahn          | 1. Oktober 2007         |
| 23              | 23               | Am Spinnenfaden        | 2. Oktober 2007         |
| 24              | 24               | Kryptinas Geheimnis    | 2. Oktober 2007         |
| 25              | 25               | Stürmische Zeiten      | 3. Oktober 2007         |
| 26              | 26               | Vampirolympiade        | 3. Oktober 2007         |

### Staffel 2
| Nummer (gesamt) | Nummer (Staffel) | Deutscher Titel                   | Erstausstrahlung (KiKA) |
| 27              | 01               | Eisige Zeiten                     | 23. Oktober 2007        |
| 28              | 02               | Das Wunderkind!                   | 23. Oktober 2007        |
| 29              | 03               | Der kleine Diktator               | 24. Oktober 2007        |
| 30              | 04               | Süßes oder Saures                 | 24. Oktober 2007        |
| 31              | 05               | Frühlingsgefühle                  | 25. Oktober 2007        |
| 32              | 06               | Vampir-Piraten                    | 25. Oktober 2007        |
| 33              | 07               | Das Seemonster                    | 26. Oktober 2007        |
| 34              | 08               | Gemeingefährlich                  | 26. Oktober 2007        |
| 35              | 09               | Falsche Clowns und echte Liebe    | 29. Oktober 2007        |
| 36              | 10               | Der alte Postbote                 | 29. Oktober 2007        |
| 37              | 11               | Vampire allein Zuhause            | 30. Oktober 2007        |
| 38              | 12               | Bitte beiß mich!                  | 30. Oktober 2007        |
| 39              | 13               | Ein ungleiches Paar               | 31. Oktober 2007        |
| 40              | 14               | Durchgehend geöffnet              | 31. Oktober 2007        |
| 41              | 15               | Da pfeif ich drauf                | 1. November 2007        |
| 42              | 16               | Ehrensache                        | 1. November 2007        |
| 43              | 17               | Vatertag                          | 2. November 2007        |
| 44              | 18               | Gruftines Albtraum                | 2. November 2007        |
| 45              | 19               | Der Minnebeißer                   | 5. November 2007        |
| 46              | 20               | Der einsame Troll                 | 5. November 2007        |
| 47              | 21               | Blutklöße und andere Gemeinheiten | 6. November 2007        |
| 48              | 22               | Vom Wind verweht                  | 6. November 2007        |
| 49              | 23               | Furcht und Zittern                | 7. November 2007        |
| 50              | 24               | Katzenjammer                      | 7. November 2007        |
| 51              | 25               | Mondschein                        | 8. November 2007        |
| 52              | 26               | Lagerfeuer                        | 8. November 2007        |

### Staffel 3
| Nummer (gesamt) | Nummer (Staffel) | Deutscher Titel                    | Erstausstrahlung (KiKA) |
| 53              | 01               | Vampire und Räuber                 | 25. November 2008       |
| 54              | 02               | Besuch im Hause Polidori           | 25. November 2008       |
| 55              | 03               | Hypnosestunde                      | 26. November 2008       |
| 56              | 04               | Der Vampir-Brownie-Dieb            | 26. November 2008       |
| 57              | 05               | Die Zahnfee                        | 27. November 2008       |
| 58              | 06               | Vampire aus dem Weltall            | 27. November 2008       |
| 59              | 07               | Tinto alias Mr. Cool               | 28. November 2008       |
| 60              | 08               | Vampirkuss                         | 28. November 2008       |
| 61              | 09               | Der verfluchte Fletscher           | 1. Dezember 2008        |
| 62              | 10               | Das Porträt                        | 1. Dezember 2008        |
| 63              | 11               | Kunstwerk Ashley                   | 1. Dezember 2008        |
| 64              | 12               | Thut Zahn Amuns Erbin              | 2. Dezember 2008        |
| 65              | 13               | Vampello ist los                   | 2. Dezember 2008        |
| 66              | 14               | Der König des Grottenrocks         | 2. Dezember 2008        |
| 67              | 15               | Projekt Angst                      | 3. Dezember 2008        |
| 68              | 16               | Polidori Undercover                | 3. Dezember 2008        |
| 69              | 17               | Der Vampirjäger-Jäger              | 3. Dezember 2008        |
| 70              | 18               | Babysitteralarm                    | 4. Dezember 2008        |
| 71              | 19               | Klott und der Goldschatz           | 4. Dezember 2008        |
| 72              | 20               | Helden und andere Angsthasen       | 4. Dezember 2008        |
| 73              | 21               | Dr. Eisenzahns Überraschungsbesuch | 5. Dezember 2008        |
| 74              | 22               | Campingausflug mit Folgen          | 5. Dezember 2008        |
| 75              | 23               | Polidoris Vampirverkapsler         | 5. Dezember 2008        |
| 76              | 24               | Wrestling für Anfänger             | 8. Dezember 2008        |
| 77              | 25               | Zombiealarm                        | 8. Dezember 2008        |
| 78              | 26               | Superklott                         | 8. Dezember 2008        |

### Staffel 4
| Nummer (gesamt) | Nummer (Staffel) | Deutscher Titel                                 | Erstausstrahlung (KiKA) |
| 79              | 01               | Zu früh gefreut                                 | 27. April 2010          |
| 80              | 02               | Gruß vom Bund der Vampirjäger                   | 28. April 2010          |
| 81              | 03               | Gefährlicher Roboter                            | 28. April 2010          |
| 82              | 04               | Vom Fletscher der auszog, das Gruseln zu lernen | 28. April 2010          |
| 83              | 05               | Der erfundene Erfinder                          | 29. April 2010          |
| 84              | 06               | Gruselgesicht                                   | 29. April 2010          |
| 85              | 07               | Die Sportprüfung                                | 29. April 2010          |
| 86              | 08               | Pyjamaparty                                     | 30. April 2010          |
| 87              | 09               | Ein Bär ist ein Bär ist ein Bär                 | 30. April 2010          |
| 88              | 10               | Handywahn                                       | 30. April 2010          |
| 89              | 11               | Mr. Tickles in Not                              | 3. Mai 2010             |
| 90              | 12               | Mach’s gut Klott                                | 3. Mai 2010             |
| 91              | 13               | Schnitzeljagd                                   | 3. Mai 2010             |
| 92              | 14               | Fletschers Tagebuch                             | 4. Mai 2010             |
| 93              | 15               | Klappergestell gegen Plappergestell             | 4. Mai 2010             |
| 94              | 16               | Voodoo-Puppe                                    | 4. Mai 2010             |
| 95              | 17               | Der Vampirkammerjäger                           | 5. Mai 2010             |
| 96              | 18               | Zoff mit Zwergen                                | 5. Mai 2010             |
| 97              | 19               | Der Dank des Trolls                             | 5. Mai 2010             |
| 98              | 20               | Geburtstagsgeschenk für ein Mädchen             | 6. Mai 2010             |
| 99              | 21               | Polidori geht in Pension                        | 11. Juli 2010           |
| 100             | 22               | Zauberlehrling Fletscher                        | 11. Juli 2010           |
| 101             | 23               | Cousine Batoria                                 | 11. Juli 2010           |
| 102             | 24               | Die Beißprüfung                                 | 11. Juli 2010           |
| 103             | 25               | Der Golem                                       | 3. November 2010        |
| 104             | 26               | 1730 war alles anders                           | 3. November 2010        |

## Synchronisation
| Rolle                       | Synchronsprecher                                            |
| --------------------------- | ----------------------------------------------------------- |
| Oskar                       | Till Völger                                                 |
| Gruftine                    | Marianne Graffam                                            |
| Tinto                       | Hannes Maurer                                               |
| Fletscher                   | Sebastian Schulz                                            |
| Ashley                      | Santiago Ziesmer                                            |
| Klott                       | Marianne Graffam                                            |
| Nestor                      | David Nathan                                                |
| Graf Alerich von Horrificus | Tilo Schmitz                                                |
| Archibald Oxford            | Bodo Wolf                                                   |
| Lady Kryptina               | Melanie Pukaß                                               |
| Sunshine                    | Julia Ziffer                                                |
| Paulus Polidori             | Hans-Werner Bussinger (Staffel 1) Lutz Mackensy (Staffel 2) |